# Të mos heshtësh
Të mos heshtësh (en albanès No callis) és una pel·lícula albanesa de 1985 dirigit per Spartak Pecani.

## Argument
Silvi és una jove que aconsegueix els seus primers èxits esportius. El seu marit mor en un accident. Silvi, amb el cor trencat, inicialment no pot funcionar amb normalitat després de la seva mort. Tanmateix, amb el temps, troba una nova sensació. Un dia, descobreix que l'Ardi, un home amb qui està relacionada, treballa amb persones que van atacar una de les empreses estatals. Després de moltes vacil·lacions, decideix lliurar Ardi a la milícia.

## Repartiment
- Matilda Makoçi com a Silvi
- Luiza Hajati com a Bardha
- Sheri Mita com a pare
- Gëzim Rudi com a Luli
- Ndriçim Xhepa com a Ardi
- Marta Buda com a pensionista
- Merita Cocoli
- Kastriot Çollaku
- Donald Kokona